# Nižný Hrabovec
Nižný Hrabovec (ungarisch Alsógyertyán – bis 1902 Alsóhrabóc) ist eine Gemeinde in der Ostslowakei.

## Geografie
Die Gemeinde Nižný Hrabovec liegt an der Ondava, die zusammen mit ihrem Nebenfluss Topľa ein fast zehn Kilometer breites Tal und somit eine nordwestliche Ausbuchtung des Ostslowakischen Tieflandes bildet. Die Stadt Vranov nad Topľou ist sechs Kilometer von Nižný Hrabovec entfernt. Umgeben wird Nižný Hrabovec von den Nachbargemeinden Kučín im Norden, Strážske im Nordosten, Pusté Čemerné im Südosten, Poša im Süden, Dlhé Klčovo im Südwesten sowie Hencovce im Westen.

## Geschichte
Der Ort wurde im Jahr 1260 erstmals urkundlich erwähnt. Neben der römisch-katholischen Kirche gibt es in der Gemeinde eine griechisch-katholische Kirche aus dem Jahr 1825.

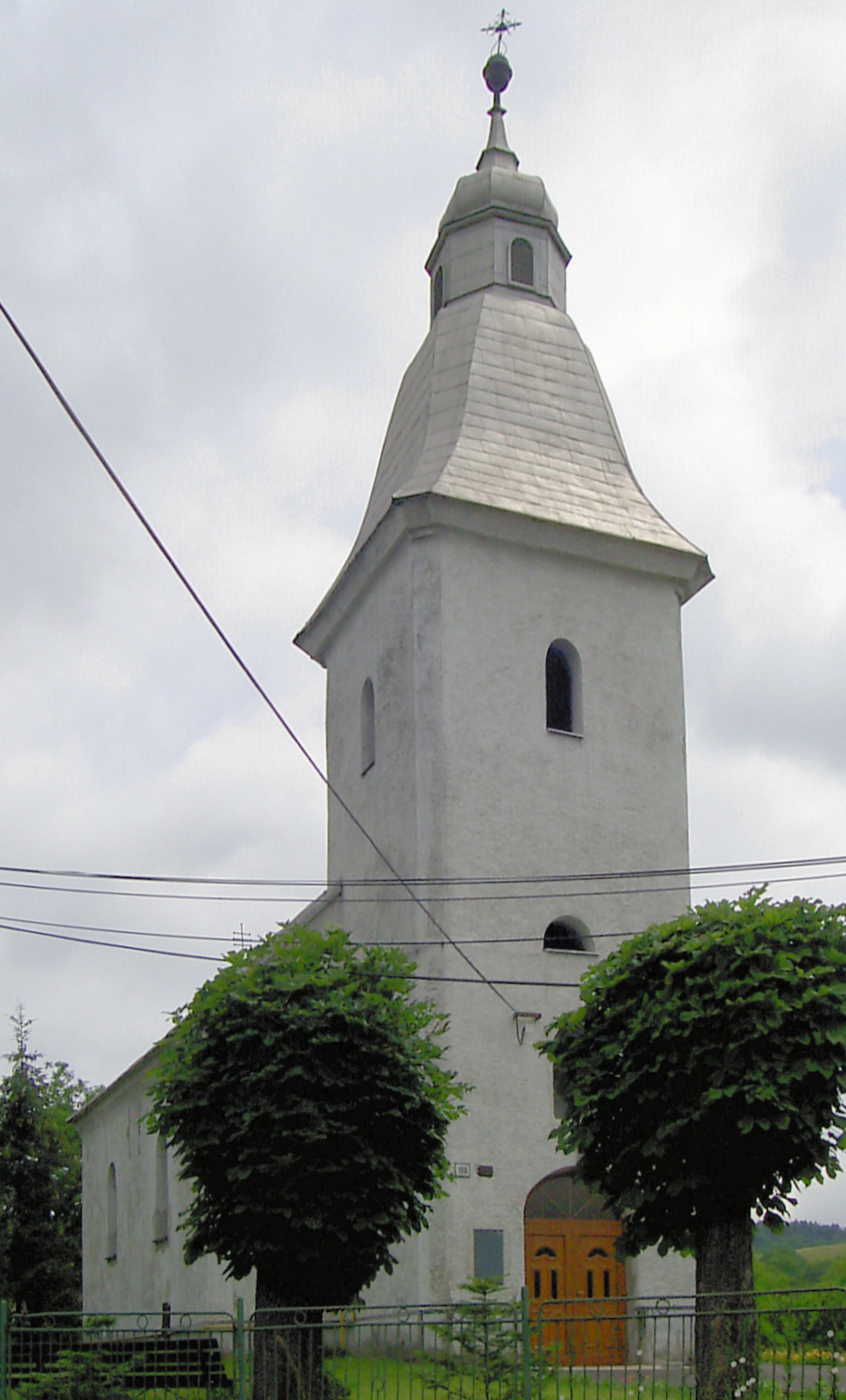
Griechisch-katholische Kirche in Nižný Hrabovec

## Bevölkerung
| Jahr                | 1994 | 2004     | 2014    | 2024    |
| ------------------- | ---- | -------- | ------- | ------- |
| Anzahl der Personen | 1372 | 1611     | 1634    | 1570    |
| Unterschied         |      | +17,41 % | +1,42 % | −3,91 % |

| Jahr                | 2023 | 2024    |
| ------------------- | ---- | ------- |
| Anzahl der Personen | 1594 | 1570    |
| Unterschied         |      | −1,50 % |

## Wirtschaft und Infrastruktur
Zwischen Nižný Hrabovec und der Nachbargemeinde Hencovce breitet sich auf 2,5 km² ein Industriegebiet aus. Hier befindet sich der Standort der Firma Bukóza Holding, a.s., ein holzverarbeitender Betrieb, der neben verschiedenen Sägeprodukten Zellulose herstellt und ein Kraftwerk betreibt.
Die Fernstraße 18 von Prešov nach Michalovce und die parallel verlaufende Bahnlinie führen in West-Ost-Richtung durch die Gemeinde, ferner kreuzt hier die Fernstraße 554 (Havaj-Oborín) die Fernstraße 18 in Nord-Süd-Richtung.

## Statistik
Mit 1600 Einwohnern (August 2008) gehört Nižný Hrabovec zu den größeren Gemeinden im Okres Vranov nad Topľou. Die Bevölkerung besteht zu 94 % aus Slowaken, 5 % sind Roma. 73 % der Einwohner bekennen sich zur römisch-katholischen Kirche, 20 % gaben als Konfession griechisch-katholisch an.

## Persönlichkeiten
Der ungarische Kunsthistoriker und Kulturwissenschaftler János Mácza wurde am 4. August 1893 in Nižný Hrabovec geboren.
Vlastimil Herold (19. Juli 1924, Nižný Hrabovec – 10. März 2004, Bratislava) war ein tschechisch-slowakischer Künstler, Grafiker, Illustrator, Industriedesigner, Karikaturist, Typograf und Filmemacher. Er war einer der Gründer des slowakischen Animationsfilms.

## Belege
1. ↑  Hustota obyvateľstva - obce [om7014rr_obc=AREAS_SK, v_om7014rr_ukaz=Rozloha (Štvorcový meter)]. Statistical Office of the Slovak Republic, 31. März 2025, abgerufen am 31. März 2025 (slowakisch).
2. ↑  Počet obyvateľov podľa pohlavia - obce (ročne) [om7101rr_obce=AREAS_SK]. Statistical Office of the Slovak Republic, 31. März 2025, abgerufen am 31. März 2025 (slowakisch).
3. 1 2  Počet obyvateľov podľa pohlavia - obce (ročne) [om7101rr_obce=AREAS_SK]. Statistical Office of the Slovak Republic, 31. März 2025, abgerufen am 31. März 2025 (slowakisch).
4. ↑  Statistikportal MOŠ (Seite nicht mehr abrufbar, festgestellt im Mai 2019. Suche in Webarchiven)  Info: Der Link wurde automatisch als defekt markiert. Bitte prüfe den Link gemäß Anleitung und entferne dann diesen Hinweis.
5. ↑  Slovník Českých a Slovenských výtvarných umělců (1950-1999), Vlastimil Herold. In: Výtvarné centrum Chagall, 1999 (Hrsg.): Lexikon. Výtvarné centrum Chagall, Ostrava, ISBN 80-86171-03-5.